# Temnora pekoveri
Temnora pekoveri är en fjärilsart som beskrevs av Butler 1877. Temnora pekoveri ingår i släktet Temnora och familjen svärmare. Inga underarter finns listade i Catalogue of Life.